# Historyja majho žyccia
Гісторыя майго жыцця ili Historyja majho žyccia (srp. Priča mog života) pesma je beloruske grupe NAVI. Predstavljaće Belorusiju na izboru za Pesmu Evrovizije 2017. Prva je pesma na Pesmi Evrovizije koja će biti izvedena na beloruskom jeziku.

## Spoljašnje veze
- Zvanični video-zapis pesme na Jutjubu